# Когаловский, Михаил Рувимович
Михаил Рувимович Когаловский (род. 9 марта 1939) — советский и российский учёный в области баз данных и информационных систем, ведущий научный сотрудник Института проблем рынка РАН.

## Биография
Окончил с отличием механико-математический факультет Саратовского университета в 1960 году.
Кандидат технических наук (1966), старший научный сотрудник (1973), доцент (1992), член редколлегий журналов «Программирование», «Информационное общество», «Электронные библиотеки» (онлайн-журнал Института развития информационного общества), профессиональный член ACM, ученый секретарь и руководитель ежемесячного семинара Московской секции ACM SIGMOD, ведущий научный сотрудник Института проблем рынка РАН.
Работал в Центральном экономико-математическом институте (ЦЭМИ) РАН с 1966 по 1991 г. в должностях младшего научного сотрудника, ведущего инженера, старшего научного сотрудника, зав. лабораторией, зав. отделом. В 1991 г. был переведен в созданный на базе ЦЭМИ Институт проблем рынка РАН.
На экономическом факультете МГУ читает курсы по технологиям управления информационными ресурсами в информационных системах, по базовым и перспективным технологиям информационных систем.
Научный редактор и переводчик  русских изданий монографий по базам данных Джеффри Ульмана (1983), Кристофера Дейта (1986), Алана Саймона (1999), спецификаций языка определения данных CODASYL (1980).
Входил в состав рабочей группы по программному обеспечению банков данных при Госкомитете по науке и технике всё время её существования (1974—1987). Член программных комитетов ряда крупных международных и российских научных конференций, имеет более 200 печатных работ.
Научные интересы: электронные библиотеки и наукометрия, базы данных и информационные системы, системы статистических и темпоральных баз данных, моделирование данных, концептуальное и онтологическое моделирование, интеграция информационных ресурсов, терминология систем баз данных, научные базы данных, приложения технологий баз данных в экономико-математическом моделировании, веб-технологии и XML-платформа.

## Отзывы
Переводы монографий Ульмана и Дейта, выполненные Когаловским, отмечены как единственные достойные внимания книги на русском языке из выпущенных до 1999 года по тематике систем управления базами данных.
Книга «Энциклопедия технологий баз данных» оценивается специалистами как «фантастически тяжелый труд, который реально закрывает дыру в литературе, посвященной базам данных», а издание книги оценивается как исключительно полезное как для отечественных специалистов, так и для мировой общественности.